# Râul Călățele
Râul Călățele este un curs de apă, afluent al râului Călata. 

## Hărți
- Harta județului Cluj